# Велико Убељско
Велико Убељско (словен. Veliko Ubeljsko,  , итал. Oblisca Grande (di Crenovizza)) је насељено место у општини Постојна, Приморско-нотрањска регија, Словенија.

## Историја
До територијалне реорганизације у Словенији било је у саставу старе општине Постојна.

## Становништво
У попису становништва из 2011. године, Велико Убељско је имало 87 становника.
| Број становника према пописима | Број становника према пописима | Број становника према пописима |
| ------------------------------ | ------------------------------ | ------------------------------ |
| 1991                           | 2002                           | 2011                           |
| 104                            | 90                             | 87                             |

## Галерија
- сеоске куће
- месно гробље